# Жак Пиер Вегели
Жак Пиер Вегелѝ е швейцарски индустриалец, търговски консул на Швейцария в България.

## Биография
Роден е през 1852 г. След пристигането си в България е член на управителния и контролния съвет на Българската генерална банка. През 1908 г. откупува фабриката за книжно-мукавено производство на гара Костенец, която е построена от германския индустриалец Е. Тауехер през 1907 г. През януари 1908 г. правителството му дава концесия за монополно право в производството на хартия за срок от 30 години в Южна България. През 1909 г. предприятието е преобразувано в Акционерно дружество „Марица“, като става един от главните му акционери. През 1918 – 1939 г. производството на хартия възлиза на 1300 тона годишно. През 1947 г. предприятието е национализирано и е преобразувано на Държавна книжна фабрика „Васил Коларов“.
Умира през 1924 г.